# La Virgen, el Niño Jesús y Santa Ana
Santa Ana, con la Virgen y el Niño o La Virgen, el Niño Jesús y Santa Ana, es una pintura al óleo de Leonardo da Vinci representando a santa Ana, su hija la Virgen María y el Niño Jesús. Cristo es representado abrazando a un cordero, lo que simbolizaba su Pasión, mientras que la Virgen intenta retenerlo. Esta tabla mide 168 cm de alto y 112 cm de ancho. Se encuentra en el Museo del Louvre de París (Francia), donde se exhibe con el título de La Vierge à l'Enfant avec sainte Anne

## Historia
No se sabe con exactitud quién encargó esta obra ni cuándo. Actualmente se la data hacia 1508-1510. Generalmente se considera que fue un encargo para el retablo de la basílica de la Annunziata en Florencia. No obstante, en la página web del Louvre se defiende la tesis de que fue un encargo del rey Luis XII de Francia para agradecer a santa Ana el nacimiento de su primera hija, Claudia, en 1499, pero que Leonardo tardó mucho tiempo en realizarla y la hija murió.
El tema de santa Ana, la Virgen y el Niño había ocupado a Leonardo desde hacía tiempo. En efecto, se conserva en la National Gallery de Londres el llamado Cartón de Burlington House, que incluye a las tres figuras y además un niño representando a Juan el Bautista. Hubo otro esbozo anterior, hoy perdido, que se exhibía en la iglesia de la Santissima Annunziata en 1501.
Finalmente, Leonardo realizó esta pintura en los últimos años de su vida, cuando estaba preocupado por las matemáticas y otros asuntos. Quizá por estar pintada en la época en la que Leonardo se dedicaba a La Gioconda existe un gran parecido entre el rostro de Mona Lisa y santa Ana. Las exigencias que planteaban esos otros intereses hicieron que la pintura quedase incompleta, siendo de otro pintor la figura del cordero, que posiblemente estaba tan solo delineada con un color neutro. 
En octubre de 1518, esta pintura fue admirada por el cardenal Luis de Aragón en Cloux (Amboise) y reseñada por su secretario, Antonio de Beatis. Por entonces Leonardo estaba pensionado por el rey Francisco I de Francia. Lo que ocurrió después de la muerte de Leonardo no es seguro. Hay quien considera que Francesco Melzi lo llevó a Italia. En 1629 lo adquirió el cardenal Richelieu en Casale Monferrato y posteriormente se lo dio al rey Luis XIII de Francia (1636). L. Monreal apunta a que a la muerte de Leonardo debió pasar al monarca francés, pues aparece descrita por Paolo Giovio en el estudio del rey Francisco II en Fontainebleau, pero que después debió regalarlo a algún ilustre personaje y por eso aparece en la localidad piamontesa de Casale, donde lo adquiere Richelieu. Finalmente, en la página web del Museo del Louvre considera como tesis más probable que Francisco II lo adquiriese del asistente de Leonardo, Salai. Está en el Louvre desde 1810.
En 2011 ha sido sometido a una restauración, que ha suscitado polémica debido a la viveza de los colores desvelados. Si bien el proceso fue supervisado por expertos extranjeros, los resultados han provocado discrepancias y dimisiones.

## Análisis del cuadro
Esta obra de arte majestuosa fue realizada por Leonardo con pintura especial de alto rendimiento en un cuadro de 168 cm de alto, 112 de ancho. De nuevo Leonardo escoge el tema de figuras en un paisaje, lo que se remonta al cuadro de San Jerónimo. La composición presenta a María y Ana (madre de María), con la primera sentada sobre las rodillas de la segunda. María se inclina hacia delante para sujetar al Niño Jesús mientras este juega, de manera bastante brusca, con un cordero, símbolo de su propio sacrificio. Los rostros son dulces y amorosos, apreciándose gran parecido entre madre e hija.
La escena se desarrolla en un paisaje atemporal, rocoso, como ocurre en La Virgen de las Rocas, que delata el interés del autor por la geología. Los picos montañosos parecen evaporarse en una atmósfera azulada que inunda toda la composición.
Las pinceladas son ligeras, en el típico sfumato leonardesco, mediante una técnica de veladuras sucesivas que crean un efecto evanescente. La defectuosa conservación ha aplanado el color en los mantos de la Virgen y de santa Ana, y ha hecho desaparecer una poza que ocupaba todo el primer plano y en el que se hundían los pies de santa Ana.
La estructura piramidal de esta pintura influyó en Rafael y Andrea del Sarto. Leonardo muestra una serie de rasgos que serían adoptados, además, por los pintores venecianos como Tiziano y Tintoretto, así como por Pontormo y Correggio. Su composición inspiró dos grandes esculturas renacentistas, una de Andrea Sansovino (San Agostino, Roma) y otra, menos lograda, de Francesco da Sangallo (Orsanmichele, Florencia).
La representación de este grupo de figuras proviene del culto a santa Ana, nacido en la Edad Media. Los Evangelios no mencionan a Ana, la madre de la Virgen María. Sí lo hacen escritos apócrifos, como el Evangelio de la Natividad de María, el Evangelio del pseudo-Mateo y el Protoevangelio de Santiago. La más antigua representación de santa Ana es una pintura mural en Santa Maria Antiqua (siglo VIII) en Roma. Las narraciones sobre santa Ana se incluyeron en la leyenda dorada del siglo XIII, y en los siglos posteriores se difundió el culto a la santa por Occidente. Desde mediados del siglo XIII se incrementaron las representaciones de la santa. En el siglo XV el culto a santa Ana se expandió con rapidez, surgiendo por todas partes hermandades de santa Ana y altares a la misma. El período en que florecieron las representaciones de esta santa es precisamente en los siglos XV y XVI, entre las cuales ha de encontrarse esta representación de Leonardo da Vinci.
Además del simbolismo de Cristo jugando con el cordero, Fra Pietro Novellara, un vicegeneral de la orden carmelita vio un significado simbólico más profundo en esta pintura. Creía que la serena expresión de santa Ana, que contrasta con la ansiedad de María hacia el Niño, «quizá representa a la Iglesia, que no desea evitar la Pasión de Cristo».

## Interpretación freudiana

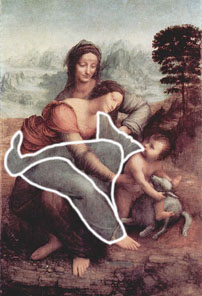
Recreación visual del buitre.

Sigmund Freud llevó a cabo un examen psicoanalítico de la obra de Leonardo en su ensayo «Un recuerdo infantil de Leonardo da Vinci». De acuerdo con Freud, la ropa de la Virgen revela, vista de reojo, la existencia de un buitre. Freud consideró que esto era una manifestación de una fantasía infantil de un «homosexual pasivo» sobre la cual Leonardo escribió en el Codex Atlanticus, en la que relata que fue atacado, siendo un niño en la cuna, por la cola de un buitre. Así lo transcribió:
Parece que yo estaba destinado a estar siempre profundamente preocupado con los buitres –pues uno de mis primeros recuerdos es que estando yo en la cuna vino un buitre sobre mí, y abrió mi boca con su cola, y golpeó muchas veces mis labios con su cola–.
De acuerdo con Freud, esta fantasía se basa en el recuerdo de chupar el pezón de su madre. Sostuvo su recuerdo con el hecho de que en los jeroglíficos egipcios se representa a la madre como un buitre, porque los egipcios creían que no hay buitres masculinos y que la hembra de la especie era inseminada por el viento.
Desafortunadamente para Freud, la palabra ‘buitre’ fue una mala traducción del traductor alemán del Codex, y el pájaro que Leonardo imaginaba en realidad era un milano. Esto disgustó a Freud porque, tal como confesó a Lou Andreas Salomé, consideraba Leonardo la «única cosa bella que había escrito». Algunos eruditos freudianos, sin embargo, han realizado intentos de rehabilitar la teoría incorporando el milano.
Otra teoría propuesta por Freud intenta explicar el cariño de Leonardo al representar a la Virgen María con santa Ana. Leonardo, que era hijo ilegítimo, fue criado por su madre biológica antes que ser 'adoptado' por la esposa de su padre, ser Piero. La idea de representar a la Madre de Dios con su propia madre era por lo tanto particularmente cercano al corazón de Leonardo, porque él mismo, en cierto modo, tenía dos madres. Cabe destacar que en las dos versiones, tanto el cuadro del Louvre como el esbozo de Londres, es difícil distinguir a primera vista cuál de las dos mujeres es santa Ana y cuál la Virgen María, cuál de ellas es una generación más vieja que la otra.
La interpretación freudiana fue ubicada en su exactitud y precisión por Jacques Lacan. En su seminario sobre «Las relaciones de objeto en las estructuras freudianas» (1956-57), Lacan muestra cómo Freud, a pesar de ciertos deslices de información, mal utilizados por críticos apresurados, conduce a una captación de la «inversión» de Leonardo –cf. su escritura invertida–, es decir, de un sujeto a quien cuya formidable obra y esfuerzo sublimatorio no dejó de significar para él la criatura que al fin y al cabo es aquello que lo domina por completo. La creación del artista que domina, sujeta, aprisiona la vida del artista en una singular trasposición. 
El psicoanalista Eric Laurent, asimismo, subrayó la justeza de la lectura de Lacan, e inclusive aportó como otra modalidad parecida, la fascinación que ejerció sobre el escritor Jean Genet su propia creación del «palestino».